# Hermann Kletzmayr (Politiker, 1873)
Hermann Kletzmayr (* 24. Jänner 1873 in Ternberg, Oberösterreich; † 26. Mai 1949 in Steyr, Oberösterreich) war ein österreichischer Arbeiter, Gewerkschaftsfunktionär und Politiker der Christlichsozialen Partei (CS).

## Leben
Der Sohn eines Maurerpoliers arbeitete zuerst in der Landwirtschaft und erlernte erst später das Maurerhandwerk. 1896 wurde er Arbeiter in der Waffenfabrik Werndl in Steyr. Aus seiner Heirat mit der Tochter eines Zimmermanns stammen drei Kinder, der Sohn Hermann wurde später Landtagsabgeordneter und Mitglied der oberösterreichischen Landesregierung. Im Ersten Weltkrieg war Kletzmayr ab 1915 an der italienischen Front und wurde mehrmals ausgezeichnet. 1917 wurde er zurückberufen, um auf die Steyrer Arbeiterschaft beruhigend einzuwirken.

## Politische Laufbahn
1898 wurde Kletzmayr Mitglied und 1899 Obmann des Katholischen Arbeitervereins Steyr. Er kandidierte bei der Reichsratswahl 1907 im Wahlbezirk Österreich ob der Enns 4, unterlag jedoch in der Stichwahl. Von 1908 bis 1920 war er Landessekretär der Christlichen Gewerkschaften Oberösterreichs, anschließend bis 1933 ihr Landesobmann. 1918/1919 wurde er Mitglied der Provisorischen Landesversammlung, war dann aber überwiegend in der Bundespolitik tätig. Vom 4. März 1919 bis zum 9. November 1920 war er Mitglied der Konstituierenden Nationalversammlung und vom 10. November 1920 bis zum 1. Oktober 1930 Abgeordneter des Nationalrats (I., II. und III. Gesetzgebungsperiode). Hier war er Vorsitzender des Unterausschusses für die Arbeiter- und Invalidenversicherung und trat vor allem als Berichterstatter in sozialpolitischen und arbeitsrechtlichen Angelegenheiten hervor. Kletzmayr genoss großes Ansehen und gehörte zu den Spitzenpolitikern der christlichen Arbeiterbewegung. Er wurde unter anderem mit dem Goldenen Ehrenzeichen für Verdienste um die Republik Österreich ausgezeichnet.